# Between Angels and Insects
Between Angels and Insects är en låt på Papa Roachs genombrottsskiva Infest (2000), som sålde över 3 miljoner exemplar i USA. Den släpptes som tredje singel från albumet i april 2001.